# Heleomyza koslovi
Heleomyza koslovi är en tvåvingeart som beskrevs av Leander Czerny 1932. Heleomyza koslovi ingår i släktet Heleomyza och familjen myllflugor. Inga underarter finns listade i Catalogue of Life.